# Asarcenchelys
Asarcenchelys – rodzaj ryb należących do plemienia Myrophini zawierającego się w podrodzinie Myrophinae, tworzącej wraz z podrodziną Ophichthinae rodzinę żmijakowatych (Ophichthyidae).
Rodzaj Asarcenchelys jest reprezentowany przez jeden gatunek:
- Asarcenchelys longimanus